# Pumilinura gneiweri
Pumilinura gneiweri is een springstaartensoort uit de familie van de Neanuridae. De wetenschappelijke naam van de soort is voor het eerst geldig gepubliceerd in 1963 door da Gama.